# Merzouga
Merzouga (in arabo مرزوقة‎?; in berbero: ⵎⴰⵔⵣⵓⴳⴰ) è una località turistica situata in un'oasi nel deserto del Marocco, nella provincia di al-Rashidiyya.
Un tempo era un punto di sosta lungo le piste che attraversavano il deserto, ora è il luogo di partenza e di arrivo dei turisti che visitano il deserto sabbioso (erg) poiché a breve distanza si trovano le dune dell'Erg Chebbi. La città più vicina è Erfoud. Vi si disputa il Merzouga Rally.
Nell'oasi di Merzouga è ambientato il finale della pellicola Marrakech Express di Gabriele Salvatores.